# Јанош Хан
Јанош Чаба Хан (мађ. Hahn János Csaba; Сексард, 15. март 1995) је бивши мађарски фудбалер који је играо на позицији нападача. Био је најбољи стрелац мађарског фудбалског првенства у сезони 2020/21.

## Клупска каријера
Хан је своју фудбалску каријеру запошео у фудбалском клубу Пакш. Као сениор своју прву утакмицу у шампионату Мађарске је одиграо 30. новембра 2012. године . У лето 2013. Хан је прешао у Пушкаш академију. Дана 13. новембра, у утакмици Лига купа Мађарске против Сигетсентмиклоша, дебитовао је за први тим. У лето 2014. Хан се вратио у Пакш. Јанош је 23. маја 2015. у утакмици против свог бившег клуба, Ломбарда, постигао свој први гол за нови клуб. У сезони 2020/21. постигао је хет-трик у мечевима против МТК и Будафока, а постао је и четвороструки стрелац у мечу против Академије Пушкаш. На крају сезоне Јанош је постао најбољи стрелац шампионата. У лето 2021. Хан је прешао у словачки ДАК 1904. У мечу против престоничког Слована дебитовао је у Фортуна лиги. Првог октобра, у мечу против ВиОн-а, Јанош је постигао два гола, што су му били први головиза ДАК 1904.
.

## Репрезентација
Дана 1. јуна 2021. Хан је био уврштен у репрезентативни тим од 26 играча која је представљала Мађарску на помереном УЕФА Европском турниру 2020. За Мађарску је дебитовао у пријатељској победи над Кипром резултатом 1 : 0 4. јуна 2021. године.

## Остварења

### Индивидуално
- Најбољи стрелац Мађарске лиге: (1): 2020/21. (22. гола)